# Ferroelettricità

Grafico della polarizzazione (P) in funzione del campo elettrico (E) per un materiale ferroelettrico; a partire da una polarizzazione nulla, si arriva ad una polarizzazione finita applicando un campo elettrico; variazioni successive del campo portano ad un ciclo di isteresi

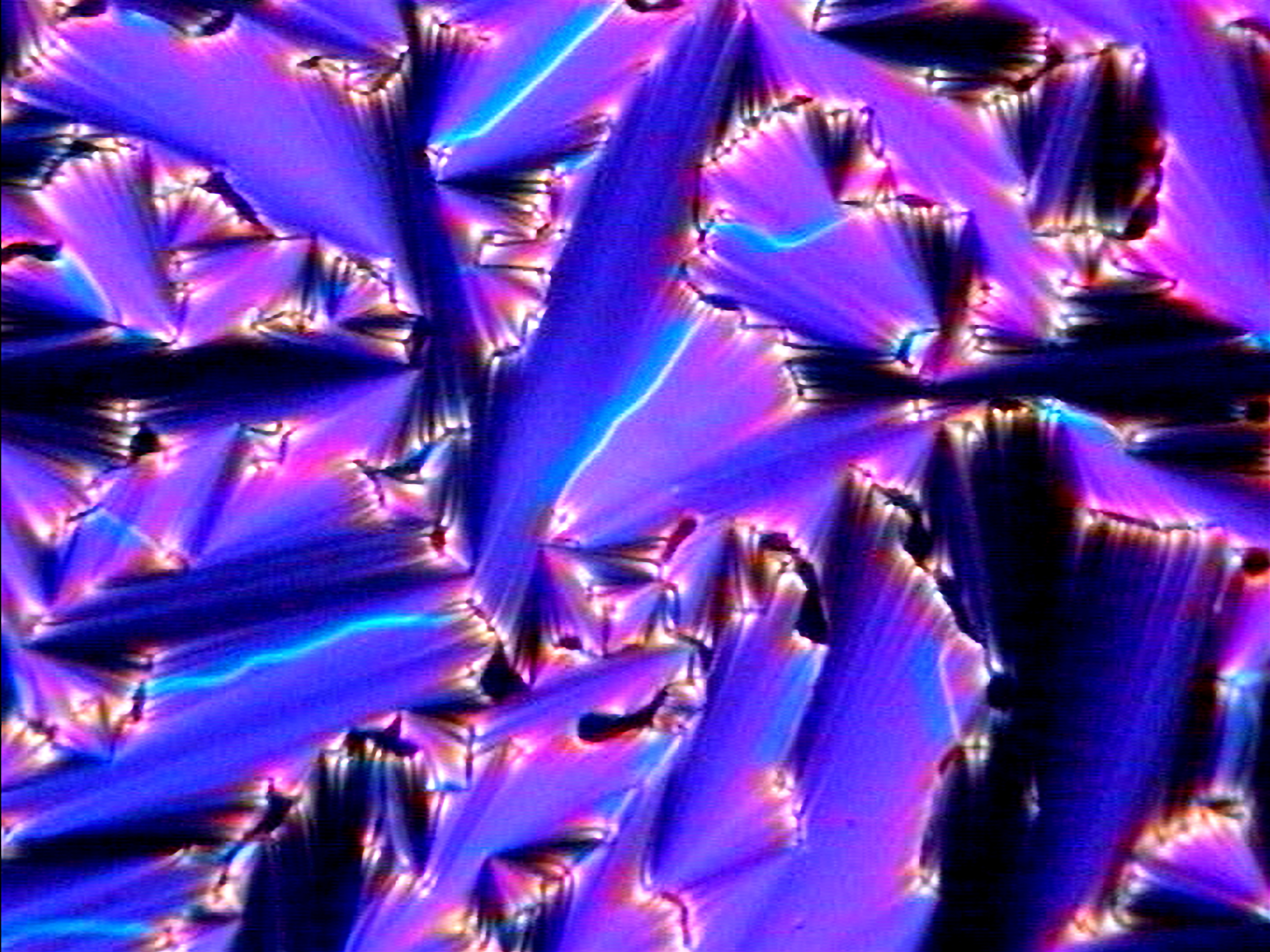
Liquido ferroelettrico al microscopio

La ferroelettricità è una proprietà di alcuni materiali solidi che presentano una polarizzazione elettrica in assenza di campo elettrico. Questi materiali vengono polarizzati con l'applicazione di un campo elettrico, e mantengono la polarizzazione anche dopo lo spegnimento del campo stesso. Quando un materiale è polarizzato, al variare del campo esterno si ha un ciclo di isteresi.

## Descrizione
Questo comportamento è analogo a quello di un ferromagnete in presenza di un campo magnetico, e in base a questa analogia è stato dato il nome con il prefisso "ferro-" a questo fenomeno, benché non sia legato alle proprietà del ferro.
In un cristallo la polarizzazione è data dalla somma vettoriale del momento di dipolo di ogni cella unitaria. Per poter essere ferroelettrico, un materiale deve avere una polarizzazione spontanea, quindi la cella non deve essere centrosimmetrica, altrimenti la somma sarebbe nulla. Inoltre, nei ferroelettrici il catione può spostarsi rispetto agli anioni della cella, e questo provoca l'elevato momento di dipolo e anche un'elevata permittività elettrica.
Lo stato ferroelettrico si presenta come una transizione di fase ordine-disordine, analoga a quella ferromagnetica. In particolare, il parametro d'ordine è il momento di dipolo, e lo stato ordinato (quando tutti i dipoli sono allineati nella stessa direzione) è raggiungibile al di sotto di una temperatura detta temperatura di Curie; al di sopra di tale temperatura lo stato è definito paraelettrico. In alcuni materiali, detti "antiferroelettrici", i dipoli si allineano antiparallelamente; altri, detti "ferrielettrici", presentano un ordinamento antiparallelo solo in una direzione.
Come i ferromagneti, anche i ferroelettrici presentano una struttura a domini. Molti materiali ferroelettrici hanno la struttura reticolare delle perovskiti.
Nel 2022 un team di scienziati del Lawrence Berkeley National Laboratory (Berkeley Lab) del Dipartimento dell’Energia, in collaborazione con l’Università di Berkeley, ha scoperto una perovskite ad alogenuri senza piombo, contenente cesio e germanio, e con proprietà ferroelettriche.